# Oberkrainburg
Oberkrainburg is de Duitse naam voor het aan Oostenrijk grenzend en al sinds de middeleeuwen mede door een Duitstalige minderheid bewoond gebied in het noordwesten van het huidige Slovenië, dat samen met Untersteiermark tijdens de Tweede Wereldoorlog in 1941-1945 door Duitsland was geannexeerd.
Na de ontbinding van Oostenrijk-Hongarije na de Eerste Wereldoorlog in 1918/19 en de verdragen van Trianon en Saint-Germain ontstond onder meer de nieuwe staat Joegoslavië, het in oktober 1918 te Zagreb uitgeroepen nieuwe "slavsiche" koninkrijk voor "Serven, Kroaten en Slovenen". Onder meer de Duitstaligen vormden hierin een niet-erkende minderheid.
In april 1941 werd dit koninkrijk Joegoslavië van de kaart geveegd en dit gebied werd tijdens de Balkanveldtocht van de legers van de As-mogendheden bezet door Duitse en Italiaanse troepen, die in de jaren daarop bestreden zouden worden door partizanen. Duitsland voegde het gebied bij het "Derde" Duitse rijk en voerde er een hardhandige politiek van germanisering (gedwongen verduitsing). Als "historische" legitimatie werd hiervoor aangevoerd dat dit gebied ook reeds deel uitmaakte van het ""Eerste" Duitse Rijk onder Karel de Grote en vervolgens het Heilige Roomse Rijk.
Het grondgebied van Slovenië werd verdeeld tussen Duitsland, Italië en Hongarije. Adolf Hitler en Benito Mussolini kwamen overeen alle Duitsers uit de nu Italiaanse provincie "Lubiana" (Ljubljana) te verdrijven. Vooral getroffen waren de Gottscheeërs -bewoners van het Duitse "taaleiland" Gottschee (Kočevje)- en de Duitsers in de stad Ljubljana.
De belangrijkste steden in het gebied dat Duits werd waren Krain (Kranj) en Marburg an der Drau (Maribor). Alle plaatsnamen werden er veranderd in het Duits.
Na het einde van de oorlog werd in 1945 een deel van de Socialistische Republiek Slovenië, een van de deelstaten van de nieuwe Socialistische Federale Republiek Joegoslavië. Vele Duitstalige bewoners van het gebied werden toen verjaagd en het gebruik van de Duitse taal verdween vrijwel geheel. Thans wonen er naar schatting nog zo'n 2000 Duitstaligen ("Sloweniendeutsche"), wier rechten door de Sloveense overheid niet worden erkend, anders dan die van de Sloveenstalige minderheid in Oostenrijk.